# Sierra de Aconchi
Sierra de Aconchi är en bergskedja i Mexiko.   Den ligger i delstaten Sonora, i den nordvästra delen av landet, 1 600 km nordväst om huvudstaden Mexico City.
Sierra de Aconchi sträcker sig 10,6 kilometer i öst-västlig riktning. Den högsta toppen är Picacho Alto La Bonancita, 2 169 meter över havet.
Topografiskt ingår följande toppar i Sierra de Aconchi:
- Cerro El Congreso
- Cerro El Joma
- Cerro La Cruz
- Cerro Los Júcaros
- Cerro Navarro
- Cerro Trebol
- Cordon El Infierno
- Mesa La Huertita
- Picacho Alto La Bonancita